# Amerykańskie Stowarzyszenie Kompozytorów, Autorów i Wydawców

Logo ASCAP

Amerykańskie Stowarzyszenie Kompozytorów, Autorów i Wydawców, ASCAP (American Society of Composers, Authors and Publishers) – organizacja zbiorowego zarządzania prawami autorskimi lub prawami pokrewnymi na rynku utworów muzycznych, działającą na terenie Stanów Zjednoczonych.
Stowarzyszenie powstało w roku 1914, jej zadaniem jest ochrona praw autorskich. Jedna z największych na świecie organizacji związanych z pobieraniem tantiem dotyczących utworów muzycznych. Skupia ponad 80 000 kompozytorów, wykonawców piosenek, autorów tekstów i wydawców płyt.